# 日本経済新聞
- 日本経済新聞
- 日本經濟新聞

日本経済新聞（にほんけいざいしんぶん、題字: 日本經濟新聞、英: NIKKEI、Nihon Keizai Shimbun）は、日本経済新聞社の発行する新聞（経済紙）である。広義の全国紙の一つ、略称は日経（にっけい）、または日経新聞（にっけいしんぶん）である。社是は「中正公平、我が国民生活の基礎たる経済の平和的民主的発展を期す」である。

## 特色

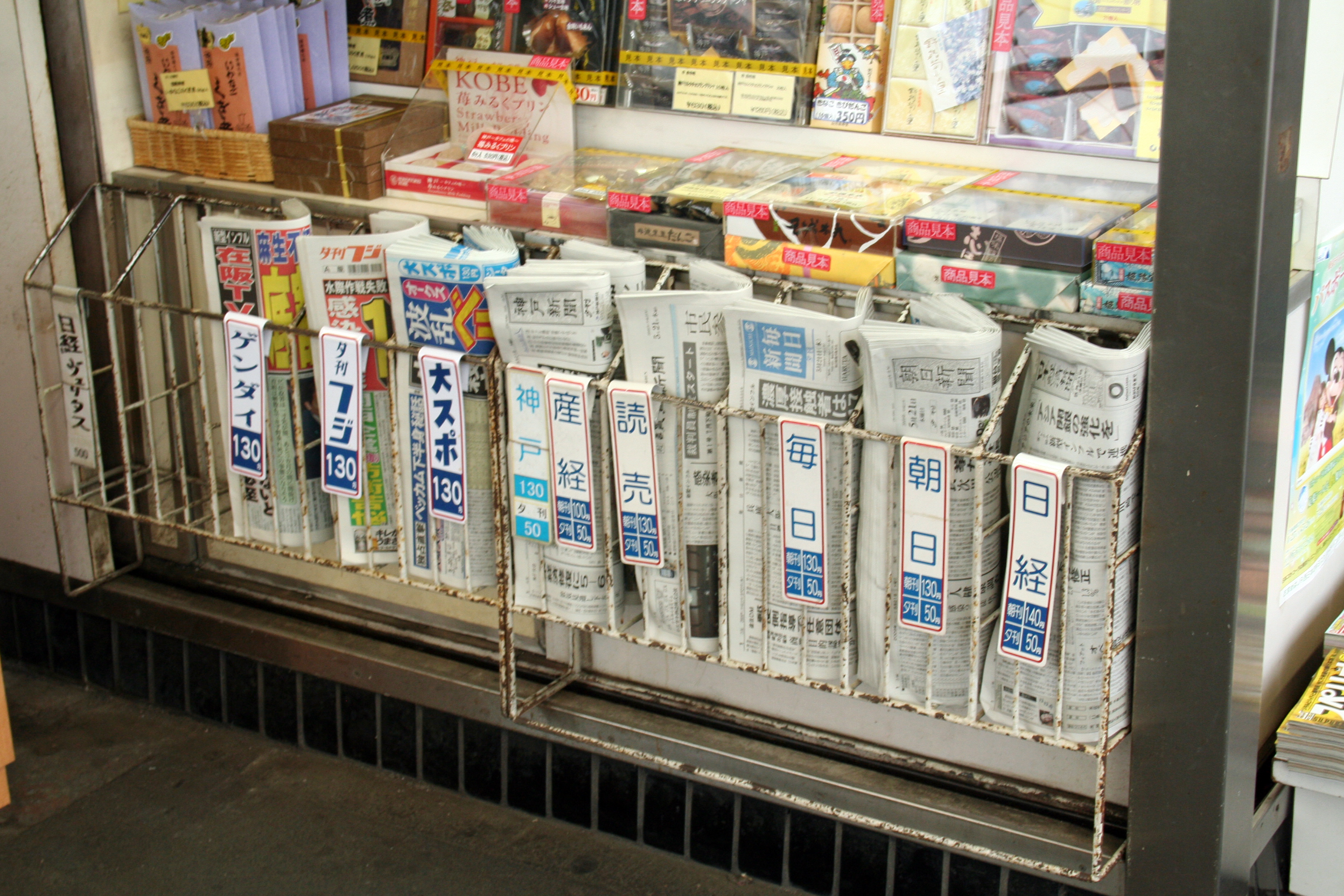
駅売店に陳列される日本経済新聞を含む新聞各紙

全国紙（読売・朝日・毎日・日経・産経）唯一の経済紙（経済専門紙）で、株価欄を始め経済や産業関係記事が多い。東京銀行と三菱銀行の合併など、経済関係の記事で日本新聞協会賞を数多く受賞している。大学生や経済学に関心のある社会人向けの連載記事として、『経済教室』のページもある。
日本経済新聞社が算出・公表する日経平均株価（日経平均、日経225）は、東京証券取引所が発表する東証株価指数（TOPIX）とともに日本を代表する株価指数であり、「NIKKEI 225」として世界的に認知されている。株式市況欄は東京証券取引所の全銘柄、札幌証券取引所、名古屋証券取引所、福岡証券取引所の各々の独自銘柄も収録されている。
記事中の数字表記は、大手新聞社がアラビア数字（1・2・3……）表記に変更する中で、一般記事内では年齢表記など一部を除いて漢数字（一・二・三……）表記を中心としていた。地方紙も含む他紙がスポーツ面の記事中の数字表記をアラビア数字表記とする中で、一部を除いて漢数字表記としていた。記事中のパーセント表記中の数字表記の漢数字表記は、日経以外の他紙ではほぼなくなっていた。2009年6月1日付朝刊から一般記事内でアラビア数字の表記に改めた。

特有の内容として、企業が発表する決算公告などの各種公告の掲載が多かった。3月期決算の主要企業の株主総会の集中する6月下旬の紙面は、財務諸表の決算公告で数十ページの別刷り（二部紙）紙面が付録され、本紙を含め全部で100ページ近くになる場合があった。2005年2月の商法改正で利用が認められた電子公告制度（インターネットを利用したプレスリリース公告方式であるEDINET）の普及に伴い、原則的に自社のウェブページにのみ掲載する企業が急増したため、別刷り紙面は激減した。
スポーツ関係は、サッカー関連を特集記事として一般紙よりも大きく取り上げる場合があるが、最も得意としているのは競馬である。農林水産省の外郭団体日本中央競馬会（JRA）が主催する中央競馬の全競走を当社子会社の日経ラジオ社（NSB→ラジオたんぱ→ラジオNIKKEI、『中央競馬実況中継』）が公式に実況放送し、東京・大阪両本社に1人ずついる競馬専門の記者がラジオNIKKEIに出演して解説する。また、東西で複数の競走に寄贈賞を出している。

社会面では、個別の芸能人の動静を単独で取り上げることはまずない。訃報も共同通信社の配信記事を除けば滅多になく、逆に本紙・日経電子版に芸能人の訃報が掲載された場合はそれをもって完全に確定とされる傾向が強い。同時に日経テレコンにも掲載され、海外の証券投資家や芸能関係者にも伝わる。
社会面の4コマ漫画は1990年代中頃まで連載されていたが消滅し、読者による投稿欄（読売新聞の『気流』、朝日新聞の『声』に相当）は元からない。
土曜日は二部紙にあたる『日経プラス1』が発行されている。これは厳密な意味での二部紙ではないが、2017年3月からセンター織り込み型の日曜版「NIKKEI The Style」も掲載されている。
第1テレビ欄は、他紙は最終面だが本紙は中面掲載である。最終面は「文化」「私の履歴書」・連載小説などを記載する。2009年3月まで、一部地域は地元紙に倣って、TXN系列局をNHKの次に掲載していたが、1996年に日本の地上波テレビ局として初めて韓国連続ドラマの放送を開始した際には、福岡県向けの紙面で毎週その内容を載せるなど、TXN系列局のある地域版では当該局の番組内容紹介に力を入れている。
自社系列の販売店が少なく、全国紙の読売新聞や朝日新聞・毎日新聞、ブロック紙の中日新聞・西日本新聞の各販売店に委託をしている地域が多い。契約に際して販売店が独自の判断で契約者に日用品などを提供することを認める新聞社が多いが、本紙は行なわない。年度がわりの4月に、本社が経済用語辞典他、冊子を編集して契約者へ配布する。
価格は、1部売り（朝刊200円、夕刊100円）月極め（朝夕刊セット5,500円、全日版4,800円）である。自社工場の他、1980年代以後日本各地の主要な地方新聞社と印刷面での委託提携を積極的に行っている。
インターネット上では『NIKKEI NET』を開設して無料（一部有料購読制あり）のニュース記事を提供していた。2010年3月23日以降『日本経済新聞電子版』（愛称：Web刊、日経電子版）にサイトリニューアル、これに伴って記事閲覧を原則有料化すると共に、全ての掲載記事の閲覧に際して有料会員登録が必要となり、同年3月1日より会員登録受付を開始した。URLも「https://www.nikkei.com/」に移行、旧ドメイン「http://www.nikkei.co.jp」下で掲載されてきた過去記事は、全てリンク切れとなった。現在は有料会員登録に際し月額4,277円を要する。日経新聞宅配定期購読者については月極購読料に1,000円増しにすると、同じく有料会員登録出来るようになっている《支払手段はサイトリニューアル当初からクレジットカードに限定》。無料会員登録のプランも用意されており、この場合、有料会員限定の記事が数量限定ながら閲覧可能。2019年7月10日からは日本経済新聞社とテレビ東京ホールディングスも出資しているインターネット動画配信サービス「Paravi」とのセット割引も用意されている。
サイトリニューアルに伴う記事閲覧の原則有料化について、社長の喜多恒雄は「ネット上のコンテンツは無料という観念があるが、良質のコンテンツはタダではない。欧米のメディアは既に（有料化に）挑戦している」と語っている。これについては、当時広告収入に頼っていたニュースサイトの運営が岐路に立たされていることを吐露したものと受け止められている。
電子版はマルチデバイスに対応し、PCブラウザ向けのWebサイト、モバイル端末向けWebサイト、モバイル端末向けアプリケーションとしてモバイル端末向けのレイアウトに再構築された『日本経済新聞 電子版』アプリ、紙紙面を読むことができる『日本経済新聞 紙面ビューアー』アプリ、を用意する。それぞれiOS、Android、8以降のMicrosoft Windowsに対応しており、同一のIDで使用することができる。
人工知能 (AI) 技術を利用した記事作成を研究しており、東京大学松尾豊研究室や言語理解研究所と共同で開発した技術を用いて、上場企業の決算データを基に公表後数分で決算サマリーを完全自動で作成し、公開している。
2017年1月現在、「日経電子版」の有料会員数は50万人を超え、日本の既存新聞社として最も早くデジタルシフトに成功。2023年12月には関連サービスを含めた契約者数で、有料ニュース媒体としては日本で初めてとなる100万人の大台に乗せた。周辺サービスの拡充が功を奏した。英語以外の有料ニュース媒体としては世界1位、全言語でもニューヨーク・タイムズ（941万人）、ウォール・ストリート・ジャーナル（461万人）、ワシントン・ポスト（250万人）、同じ日経グループのフィナンシャル・タイムズ（219万人）に次いで5位に位置する。2010年代後半以降は半年おきに朝刊紙面の発行部数と「日経電子版」の会員数を公表することにしており、2021年7月時点の「日経電子版」有料会員数は76万人、無料登録会員を含む会員数は493万人。その後も2022年1月1日時点で有料会員が79万7,362人、2024年1月時点で90万人、同年7月時点で97万人と順調に数を伸ばしている。
2023年6月、物価高による新聞用紙の高騰、配送費用や人件費などのコスト上昇の影響で販売網の維持が困難になっていることから、同年7月1日から5年8か月ぶりに日経電子版を除く購読料の値上げを行うことになった。価格改定後の日経新聞購読料は朝夕刊セットが5,500円（電子版セット6,500円）、全日版は4,800円（電子版セット5,800円）となった。電子版単独の場合はこれまでと同じく4,277円である。
ロイター・ジャーナリズム研究所の調査によると、日経は日本の新聞の中で最も信頼されている（50%）との結果が出ている。

## 読者層
購読世帯の平均世帯年収は他の全国紙よりも高く、企業幹部との親和性も強い。大卒・院卒の割合も主要全国紙の中で最も高い。

## 論調
2009年の新聞通信調査会の調査で、「最も保守的＝10点、最も革新的＝0点」という分布の中で5.2点であった。全国紙の中で最も保守的であるとされた読売新聞は5.6点、次点が産経新聞の5.3点、毎日新聞は5.0点、最も革新的な朝日新聞は4.4点である。

## 世論調査
日本経済新聞社はテレビ東京と定期的に共同で世論調査している。
2013年から「日本経済新聞電子版（Web刊）」の有料・無料アカウント登録者が投票出来るクイックVoteでアンケート調査も独自に行っている。2017年6月初頭にクイックVoteによる内閣支持率がテレビ東京との共同調査結果より約30%も低くなった。それに対して、日本経済新聞はクイックVoteは政府に不満を持つ多くの方がわざわざ訪れたことで回答者に偏りがあり、全国の有権者の縮図といえるデータ標本調査とは異なる低支持率になったと批評している。

## 沿革

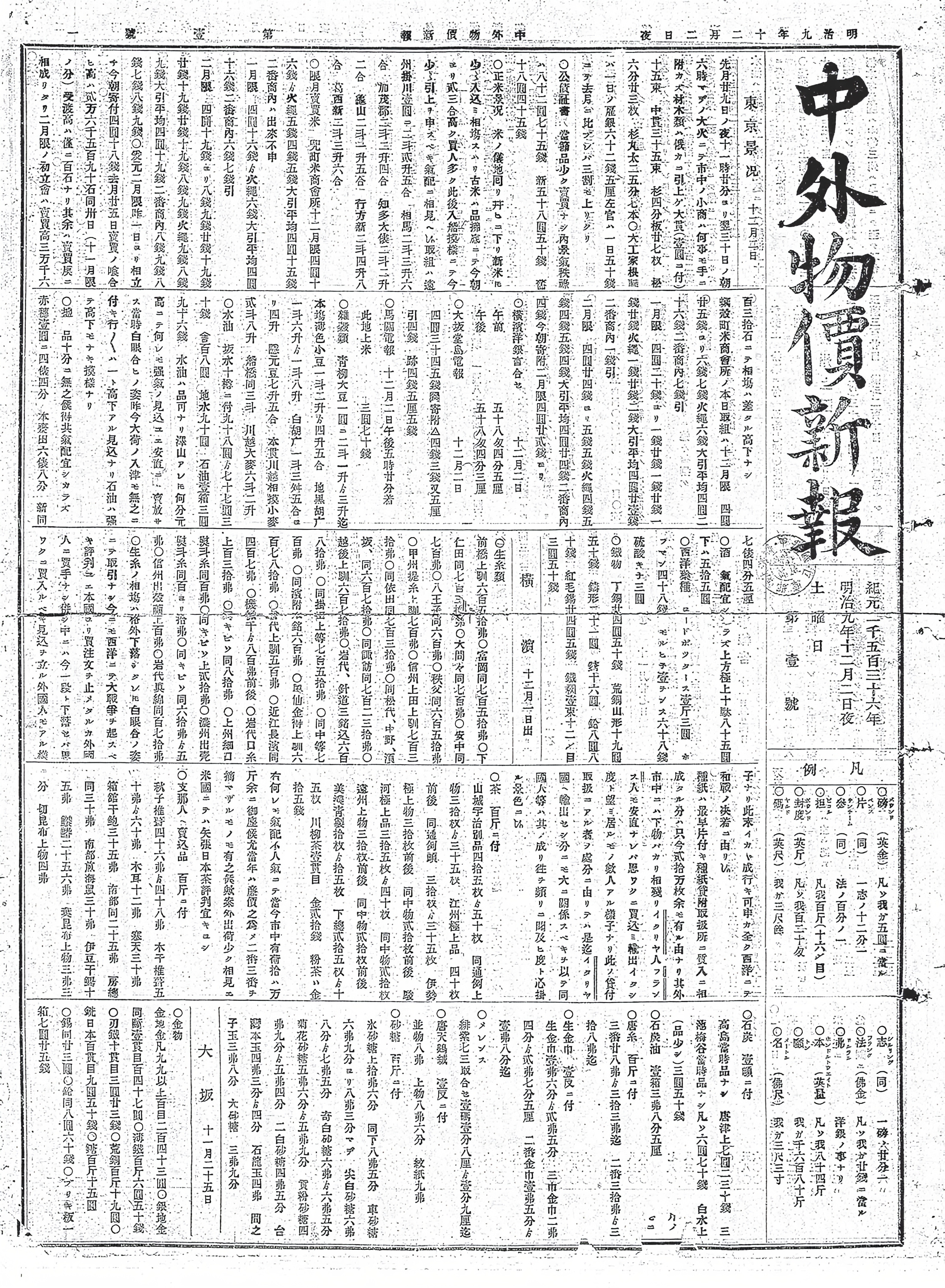
中外物価新報（1876年）

版元の日本経済新聞社自体に関する沿革、旧中外商業新報時代の詳細な沿革はそれぞれの項目を参照
- 1876年（明治9年）12月2日：三井物産の発行する週刊「中外物価新報」として創刊。当時は、印刷を先発紙東京日日新聞（現・毎日新聞）版元の日報社（現・毎日新聞GHD）に委託していた。
- 1885年（明治18年）7月：日刊化（日曜日・祝日の翌日は休刊）。
- 1889年（明治22年）1月：「中外商業新報」に改題[22]。
- 1905年：一旦解散後、野崎廣太の個人事業として再開。
- 1909年：「中外商業新報社」を商号とする[22]。
- 1911年：資本金10万円で日本の新聞社としては初の株式会社となる[22][23]。資本も三井物産から同社の親会社である三井合名会社（三井本社を経て現・三井不動産）に移管[24]。
- 1920年1月：ニューヨークに特派員事務所を設置。
- 1924年10月：夕刊を創刊[22]。
- 1924年12月：夕刊紙「大阪中外商業新報」を創刊。畿内に進出[23][24]。
- 1940年：この頃に三井合名から離脱。自主経営となる[24]。
- 1942年（昭和17年）11月1日：国家総動員法に付属した勅令新聞事業令に基づき、『日刊工業新聞』『経済時事新報』など東京を拠点としていた経済各紙と強制統合[23][25]。その際に合併の条件として「新産業経済新聞社を作る」という政府当局からの改題命令に従い、題号を『日本産業経済』に改題[22][23][25]。社名も日本産業経済新聞社（にほんさんぎょうけいざいしんぶんしゃ）に変更した。

また日刊工業新聞は題号を軍事工業新聞に変更の上、日本産業経済新聞社が発行を継続した。
なお西日本の経済紙は大阪で前田久吉率いる夕刊大阪新聞社が発行していた「日本工業新聞」を中心に統合、『産業経済新聞』（さんぎょうけいざいしんぶん）となった。中外商業新報社が大阪で発行していた『大阪中外商業新報』も一旦廃刊した上で産業経済新聞に合流。なおかつ日本産業経済と産業経済新聞は取材・販売地域の棲み分けを行ったため、産経新聞と本紙はこの時点で同じ歴史の流れに組み込まれた。
- 1946年（昭和21年）3月1日：大東亜戦争（太平洋戦争・第二次世界大戦）終結に伴い、社内で軍部から強制的に命名された題号を変えようという意見が起こり、題号を前述の統合時にも考案されていた現在の「日本経済新聞」に再改題。題字は書家の上田桑鳩が手掛けた[25]。同年3月13日、社名も「日本経済新聞社」に変更した。
- 1947年（昭和22年）：社長小汀利得（おばまとしえ）の提唱により、「中正公平、我が国民生活の基礎たる経済の平和的民主的発展を期す」との社是が定められた。
- 1951年（昭和26年）：大阪市に支社を設立し、9年ぶりに関西に再進出。産業経済新聞との棲み分けが崩れる。
- 1961年（昭和36年）：大阪支社を大阪本社に格上げ。東京との2本社制を実施[22]。
- 1964年（昭和39年）：東京本社を東京都中央区日本橋茅場町から千代田区大手町へ移転する。
- 1966年12月：創刊90周年。
- 1968年1月：朝刊発行部数が100万部突破（ABC発行部数）
- 1969年：4月に米出版大手マグロウヒルと共同で日経マグロウヒル（現・日経BP）を設立。11月には、東京12チャンネル（現・テレビ東京）の経営に参加し、マルチメディア化を推進。
- 1967年：社長室直轄の「電子計算機部」を新設。
- 1972年：コンピュータを利用した新聞製作システム「ANNECS」(Automated Nikkei Newspaper Editing & Composing System) を完成。開発パートナーとなった米国の開発会社首脳が「我が社が手がけた米航空宇宙局のアポロ計画にも匹敵する難事業」と語るほど開発は困難を極めたが、完成した新システムは新聞製作のコスト低減・迅速化に大きく貢献。日経電子版誕生へとつながるデジタル化の歴史が始まる。
- 1973年4月:朝刊発行部数が150万部突破（ABC発行部数）
- 1975年：現在の日経平均株価の前身である日経ダウ平均の算出をはじめる。
- 1976年12月：創刊100周年。
- 1983年10月：朝刊発行部数が200万部突破（ABC発行部数）
- 1987年4月：朝刊発行部数が250万部突破（ABC発行部数）
- 1991年4月：朝刊発行部数が300万部突破（ABC発行部数）
- 1996年12月：創刊120周年。
- 2007年1月1日：創業130周年記念を機に、英称を「Nihon Keizai Shimbun」から「Nikkei」に改称。
- 2010年3月23日：電子版創刊。
- 2010年：認定持株会社テレビ東京ホールディングス設立。傘下にテレビ東京、BSジャパン、テレビ東京ブロードバンドを配する。「日経電子版の創刊」が日本新聞協会賞受賞。
- 2011年：日経大阪製作センターと日経西部製作センター統合、新会社は日経西日本製作センター。TBSホールディングスと業務提携。週刊英字経済誌「Nikkei Asian Review」創刊。
- 2011年：朝刊発行部数が300万部を下回る（ABC発行部数）
- 2012年：中国語サイト「日経中文網」スタート。グローバル事業局、コンテンツ事業室を新設。人材・教育事業本部に改組。
- 2013年：ウィルソン・ラーニング ワールドワイドと資本・業務提携。英フィナンシャル・タイムズ (FT) と協力拡大。電子書籍販売サイト「日経ストア」オープン。新英文媒体「Nikkei Asian Review」創刊。
- 2014年:日本経済社と日経広告が合併。新株価指数「JPＸ日経400」算出を開始。バンコクにアジア編集総局開設。シンガポールに事業統括会社「日経グループアジア本社」設立。新編集システム「NEO」が新聞協会賞受賞。
- 2015年7月23日：英経済紙フィナンシャル・タイムズを約1600億円で買収。FTの日本語翻訳版を配信し始める。Nikkei Asian Reviewがアジア出版者協会賞、IEビジネススクールによる「アジアにおける経済ジャーナリズム賞」最優秀メディア賞受賞。日本経済新聞デジタルメディアを吸収合併。
- 2016年：東京五輪・パラリンピック競技大会の「オフィシャルパートナー」契約。アジアの有力企業約300社を対象にした「日経アジア300指数」の算出を開始。
- 2017年3月4日：この日から土曜日付と日曜日付の1面レイアウトをリニューアル、土日のみ（土曜日は夕刊も）、題字が横組み（字模様はなし）に変更される。日曜日に本編中盤に16ページの折り込み型日曜版として「NIKKEI The Style」[26] の連載を開始する。日曜版は、他のページよりもカラー写真やグラフィックを重視するため、他のページから抜き取りしやすいように高級白色紙を用いている。
- 2017年11月1日：配送・制作コストの増加を理由に、朝夕刊セット版を4509円（以下税込）から4900円、全日版を3670円から4000円、朝刊の1部売りを160円から180円に引き上げる。23年ぶりの値上げ[27]。
- 2017年11月：朝刊発行部数が250万部下回る（ABC発行部数）
- 2019年9月4日：2019年度の新聞協会賞の編集部門の企画分野で、日本経済新聞社の「連載企画『データの世紀』とネット社会に関する一連の調査報道」（データエコノミー取材班、代表者は阿部哲也・企業報道部次長）が受賞。経営・業務部門で「日本経済新聞　新聞広告IoT宣言」（代表者は村山亘・広告IoT化推進室長）が受賞した。
- 2020年4月1日：琉球新報社・沖縄タイムス社と「沖縄新聞データベースplus日経テレコン」設立し3社のデータベースを統合する
- 2020年12月：朝刊発行部数が200万部を下回る（ABC発行部数）
- 2023年7月1日：原材料・人件費・配送コストの増加などを理由に、「朝刊・夕刊」の月ぎめ購読料を4900円（以下税込）から5500円に改定。「朝刊のみ」4800円という新料金プランを設置。「朝刊・夕刊＋電子版」のセット料金は6500円、「朝刊のみ＋電子版」のセット料金は5800円。一部売りは朝刊が200円（前180円）、夕刊が100円（前70円）に改定。2017年11月以来、5年8カ月ぶりの値上げ。[28]
- 2023年7月：朝刊発行部数が150万部を下回る（ABC発行部数）
- 2023年12月：日経電子版の有料会員数に日経産業新聞、日経MJ、日経ヴェリタスの紙面ビューアー契約数、人事ウオッチ、NIKKEI Financial、NIKKEI Primeの契約数を加えた「デジタル購読数」が100万を超える。
- 2024年9月30日：福岡県北九州地区並びに中間市と遠賀郡の4町（芦屋町、水巻町、岡垣町、遠賀町）、山口県下関地区で夕刊を休止（終了）。発行部数は8月時点で約2700部[29]。
- 2024年10月31日：静岡県で夕刊を休止（終了）[30]。
- 2025年6月21日付号で50000号に到達した。

## 地方版
- 紙面は[注釈 6]テレビ面と地域経済面を除いて、東京本社発行の紙面を使用している。社会面と天気欄は各本支社別に差し替えている。
- 地域経済面は、一般紙の地方版とは違い、その地域の経済・産業情報に特化している。番組表とも、他の全国紙よりかなり広いエリアを単位としており、ページ数も1ページ程度と少ない。2013年7月現在、地域経済面は北海道・東北・新潟・長野・北関東・首都圏・静岡・中部・北陸・近畿・中国・四国・九州となっており、首都圏は千葉版・東京版・埼玉版・神奈川版、近畿はA版・B版・京滋版・兵庫版、中国は広島版、九州は沖縄九州版がそれぞれバリエーションとして用意されている。それぞれベースとなる地域経済面の一部を、より細分化された地域経済情報に差し替えている。地域経済面は日・月曜日および国民の祝日の翌日は掲載されない。日経電子版の有料会員は全地域の地域経済面を読むことが可能。

## 夕刊発行地区
夕刊が発行される「セット版」の地域は2024年11月時点で関東地方（栃木県、群馬県を除く）、東海3県（愛知県、岐阜県、三重県）、近畿地方2府4県、福岡県で、それぞれ山間部などの遠隔地・離島の一部は除外する（参考）。
他道県は朝刊のみの全日版、同業他社の「統合版」である。朝刊は題字下部の当社所在地一覧に「札幌支社」とあるが、北海道では全道で夕刊が現地発行されていないため、夕刊では札幌支社の所在地一覧が割愛されている。定期購読に際してはセット版地域では全日版、逆に全日版地域ではセット版をそれぞれ購読することはできないことになっているが、販売店の判断でセット版地域で朝刊のみあるいは夕刊のみの購読は可能である。かつては沖縄県も2008年の発行開始当初はセット版だったが、2018年1月から沖縄県地方紙の琉球新報・沖縄タイムスなどと同様に、全日版へ変更された。
岡山県と広島県は基本的に全日版のみだが、JR西日本岡山駅と福山駅のキヨスクの一部で、大阪本社発行の夕刊を販売している。

## テレビ番組面
- 朝刊のテレビ面は、地上波テレビ・ラジオの番組表と、衛星放送（BS、及びCSの日経CNBCなど）とで分割して掲載している。NHK Eテレのうち、主に日中の一部で実施されるマルチ放送のサブチャンネル・ワンセグ2の編成は極小サイズでNHK総合テレビジョンのフルサイズ番組表の下に掲載されている。首都圏A地区の茨城県・栃木県・群馬県向けの新聞にはNHK水戸放送局デジタル総合テレビの茨城県向け差し替え放送の番組表もクォーターサイズで一緒に掲載されている。この場合、総合テレビのフルサイズの下にNHK水戸差し替え、教育テレビのフルサイズの下にデジタル教育のマルチ編成の番組表を載せている[注釈 7]。
- 番組表は東京ニュース通信社配信のものを採用している。1973年に東京本社版で採用した配信供給第1号である。
- 地上波とBSのアナログ放送は、かつては北海道、首都圏、静岡県、中京広域圏、近畿広域圏、福岡県・佐賀県でGコード入りの番組表を掲載していたが、2009年1月31日付を最後に廃止した。地上デジタル放送（Gコード無効）に対応するためで、番組情報量を増やす目的がある。
- 土曜日発行の二部紙別冊「日経Plus1」は、中間面見開きで週間番組表を、原則として各地域別に通常のテレビ面の配列に準じて掲載する。
- ラジオはラジオNIKKEIの番組のみ解説がある。
- 日本経済新聞国際版（国外向けの衛星新聞）も、東京都内向けに発行される首都圏B版の内容をそのまま転載・収録している
- 2009年3月30日から、全国的にテレビ番組表の配列が変更された。局名表記のカットも、リモコンキーID表記を前面に出す形に変更された。一部地域は親局のアナログチャンネル番号を併記している。
  - 旧：NHK総合→NHK 教育→各県別に民放アナログテレビのチャンネル番号の小さい順もしくは開局順。
  - 新：NHK総合（単にNHKとのみ表示）→NHK教育（2011年6月1日から『NHK Eテレ』と表記）→各県別に民放デジタル放送のリモコンキーID数字の小さい順。

### テレビ番組表
フルサイズの民放局のみ掲載。各地域ごとの詳細は各発行本支社ごとの記事参照
1. 関東圏
旧：日本テレビ→TBSテレビ→フジテレビ→テレビ朝日→テレビ東京
新：日本テレビ→テレビ朝日→TBSテレビ→テレビ東京→フジテレビ[注釈 8]
2. 近畿圏
旧：毎日テレビ→ABCテレビ→関西テレビ→読売テレビ→テレビ大阪
新：MBSテレビ（2011年7月24日までは毎日テレビ）→ABCテレビ→テレビ大阪→カンテレ（2015年3月29日までは関西テレビ）→読売テレビ
3. 中京圏
旧：CBCテレビ→東海テレビ→メ〜テレ→中京テレビ→テレビ愛知
新：東海テレビ→中京テレビ→CBCテレビ→メ〜テレ→テレビ愛知
4. 九北（福岡県・佐賀県）
旧：KBC九州朝日→RKB毎日→TNCテレビ西日本→TVQ九州放送→FBS福岡
新：九州朝日 KBC→RKB毎日（『毎日 RKB』と表記）→福岡 FBS→テレQ→テレビ西日本 TNC
5. 北海道
旧：TVh→HBC→STV→HTB→UHB
新：HBC→STV→HTB→TVh→UHB
TVhは道東と道北の一部では中継局が無く受信出来ない地域[注釈 9]があったが、2015年に最後まで残った道東に中継局が設置されて全道で視聴可能となった。
6. 信越（新潟県・長野県）
旧：不明
新：テレビ新潟→UX新潟テレビ21→新潟放送→NST→テレビ信州→長野朝日放送→信越放送テレビ→長野放送→KNBテレビ→チューリップTV→BBT
7. 静岡県
旧：SBSテレビ→テレビ静岡→静岡朝日テレビ→静岡第一テレビ→テレビ東京
2009年3月30日 - 2011年7月24日：静岡第一テレビ→静岡朝日テレビ→SBSテレビ→テレビ静岡→テレビ東京[注釈 10]

2011年7月25日 -：Daiichi-TV（旧：静岡第一テレビ）→静岡朝日テレビ→SBSテレビ→テレビ東京→テレしず（旧：テレビ静岡）
8. 北陸（富山県・石川県・福井県）
旧：不明
新：テレビ金沢→HAB→MROテレビ→石川テレビ→FBCテレビ→福井テレビ→KNBテレビ→チューリップTV→BBT
9. 岡山県
旧：テレビせとうち→山陽テレビ→OHKテレビ→西日本テレビ→瀬戸内海放送
新：西日本テレビ→瀬戸内海放送→RSKテレビ（旧：山陽テレビ）→TSCテレビせとうち→OHKテレビ
10. 西中国B（山口県）
旧：不明
新：テレビ山口 TYS→山口 KRY→山口朝日 YAB→山陰 BSS→さんいん中央 TSK→テレQ
11. 九中（熊本県・大分県・長崎県）
旧：不明
新：熊本 RKK→くまもと県民 KKT→熊本朝日 KAB→テレビ熊本 TKU→大分 OBS→長崎 NBC→テレビ長崎 KTN
12. 沖縄県
旧：沖縄テレビOTV→琉球放送RBC→琉球朝日放送QAB
新：琉球放送RBC→琉球朝日放送QAB→沖縄テレビOTV

## 注目を集めた報道・スクープ
- 1971年3月11日、第一銀行と日本勧業銀行の合併をスクープ。高杉良の小説『大合併』の冒頭部はこのスクープに至るまでの経緯を基にしたもの。この報道により、日本新聞協会賞を受賞。
- 1989年8月、三井銀行と太陽神戸銀行の合併をスクープ。
- 1995年3月、三菱銀行と東京銀行の合併をスクープ。この報道により、日本新聞協会賞を受賞。
- 1997年11月22日、山一證券の自主廃業方針を他紙に先駆けてスクープ。この報道により、日本新聞協会賞を受賞。
- 1999年8月19日、興銀・第一勧銀・富士銀の共同持株会社設立をスクープ。この報道により、日本新聞協会賞を受賞。
- 2004年6月13日、プロ野球オリックス・ブルーウェーブと大阪近鉄バファローズの合併をスクープ。プロ野球再編問題の端緒となる。
- 2004年7月14日、三菱東京フィナンシャル・グループとUFJグループの経営統合をスクープ。この報道により、日本新聞協会賞を受賞。
- 2006年7月20日、元宮内庁長官の残したメモ（富田メモ）に、靖国神社にA級戦犯が合祀されたことに昭和天皇が不快感を持ち参拝を中止した、と書かれていたと報じた。この報道により、日本新聞協会賞を受賞。
- 2012年2月24日、AIJ投資顧問に受託した厚生年金基金2,100億円が消失されていたと報じた。

## 疑義が持たれた報道・捏造報道・スキャンダル
- 日経新聞記者の中には、他社へのアルバイト原稿の執筆を日常的に行っている者達がおり、同社の記者が執筆した中傷記事のため、株価が暴落した企業もある[31]。更に、若い取材記者の中には態度が横柄で「社長インタビューなど受けて当然」といった態度の者がおり、「勉強不足で断りたい時もある」と企業広報者からは批判されている[32]。こうした同新聞の構造問題は、2000年代になって相次いでマスコミに批判されることとなる（上述の他『テーミス』2002年6月号、『噂の真相』2002年7月号などの例もある）。奥村宏は「ニュースの解釈までリーク頼み」と述べ、経済評論家の波頭亮は「インターネットバブルを煽るな」と批判した[31]。
- ニューヨーク・タイムズの記者田淵広子（英語版）は、日経新聞は基本的に日本企業のPR機関であり、企業の不祥事の調査・報道に消極的であると評している[33]。
- 1976年6月13日付において、「日清食品の特許が米国で確立した」という飛ばし記事が載った。当時はそのような事実はなく誤報であり、この記事に競合社の東洋水産が抗議した。日清食品社長（当時）の安藤百福が東洋水産社長（当時）の森和夫に面会を求め、お互いに訴えを取り下げることで一応は決着した[34]。
- 2003年12月13日、PSX発売時にビックカメラ有楽町店で写真撮影を行っていた、日本経済新聞社子会社の日経BPの記者が自らPSXを購入し、「報道」と書かれた腕章が写っているにもかかわらずPSXを掲げた写真が撮られ、日本経済新聞の記事に「PSXが発売。PSXを買い求める男性」と、その写真と共にその記事が出てしまった。報道腕章が写っていることから、取材中に職務を怠ったとして、日本経済新聞社が日経BPの記者であることを認め、謝罪した[要出典]。
- 2004年4月のイラク日本人人質事件で、取材で得た3人の詳しい住所を、他社同様にウェブページ上に公開。読者からの指摘を受けて削除した[要出典]。
- 2005年には「三井住友銀行と大和證券が統合」と飛ばし記事を書いたが、当時はそのような事実は無かったにも拘らず、日経新聞はその後も「三井住友・大和證券統合長期化も」「トップ交代、戦略見直し」と「続報」を出し続けた。この件を取り上げて「言い訳がましい」と言う批判が『広報IRインテリジェンス』でなされている[32]。
- 郵政民営化で誕生した、郵政会社の社長に元ダイエー副社長の川一男を起用する方向で調整に入ったという旨の報道があったが、後の続報ではイトーヨーカ堂執行役員物流部長の川蔵夫の名前に入れ替えされた。つまり、日本経済新聞は『川』という人物を取り違えて報道していたため、週刊文春は「記事のウラ取りはいい加減」と批判記事を出し、『広報IRインテリジェンス』でも「デスクが記事チェックを出来ない。更には居直って誤報を出す」と批判された[32]。
- 2005年12月、ある映像機器開発企業についての特集を5段抜きで組んだものの、記事を担当した若年の女性記者が勉強不足であったため内容がデタラメで、その会社は取引先に対する訂正業務に追われクライアントも激怒した。しかし、日本経済新聞社に抗議したところ、訂正を拒否したと言う[32]。
- 2006年には、日本航空の社長退任を巡る騒動に、日本経済新聞社の記者が深く関与したことなどが、週刊文春によって報道されている。
- 2007年に発覚した、大阪府枚方市発注の第二清掃工場の一般競争入札に絡む官製談合事件について、日経新聞が2007年7月6日付朝刊で、同市の当時の市長の中司宏がゼネコンから接待を頻繁に受けていたとする内容の記事を掲載したが、中司は「この記事は虚偽である」として、2010年に大阪地方裁判所に訴訟を提起。2012年6月15日に同地裁は、「取材内容は粗末だ」などとして名誉棄損を認め、中司に対し600万円を支払うよう日本経済新聞社に命じた[35]。本件の訴訟において、日経は取材源の秘匿ルールを破り、取材源であった当時の大阪地方検察庁幹部2名の実名を証拠として提出した。この行為について大谷昭宏や田原総一朗に批判を受けた[36]。
- 2008年10月29日、朝刊社会面にて株式トレーダー若林史江による日経QUICKニュース記事の盗用事件を報じた。株式トレーダー若林史江による盗用事実が発覚したのは2008年6月のこと。記事盗用は2006年12月から2008年6月までの期間に及ぶ。この間、若林史江は自身の公式HPの無料閲覧ページ、および有料会員制メールマガジンに、日経QUICKが著作権を持つ株式関連ニュースを無断盗用し、その数は1700本に上った。発覚当初、日本経済新聞社の関係者は「まれに見る悪質な盗作事件」とし、刑事告訴も検討したが、日経グループ自身が過去に若林史江を「カリスマ美人トレーダー」などともてはやし、日経グループ主催のセミナーなどに起用していた経緯があることから、刑事告訴を見送り、若林に対して記事利用額相当を後払いさせることによる決着とした[37]。
- 2010年1月25日の夕刊で、民主党幹事長・小沢一郎の政治資金管理団体陸山会による政治資金収支報告書に関する虚偽・不記載疑惑に関連し、「東京地検特捜部が押収した（元事務担当の）石川議員の手帳には、水谷建設の元幹部らが5000万円を渡したとする04年10月15日の欄に、授受の場所とされるホテル名が記されていた」という記事を掲載した。しかし、実際に手帳に書かれていた数字は「04年」ではなく「05年」であり、ホテル名が記載されていた時期も4月だった。日経新聞は26日朝刊に訂正記事を掲載し、記事と見出しの当該部分を取り消した[38]。
- 2012年2月20日、任天堂についての記事で、任天堂の岩田聡社長から不正確な報道があったとTwitterからのコメントで指摘される。岩田は「文脈を無視して恣意的に言葉を抜き出したり、事実と憶測を混ぜて書いたり、まるでゴシップ誌のような手法を採られている」と語り、何度も繰り返されていると指摘している[39]。
- 2012年5月10日付の朝刊で大阪市のテーマパーク「ユニバーサル・スタジオ・ジャパン（USJ）」が巨大プロジェクトとして、人気映画「ハリー・ポッター」シリーズをテーマにしたエリアを新設すると報じたが、これは元々USJが一般招待客向けにサプライズ演出になるよう、同日14時まで報道を控えるようにマスコミ各社に要請していたものだった。しかし、発表前日の夜に日経新聞から同プロジェクトに関する記事を朝刊に掲載する旨の連絡が来たため、USJはやむを得ず、読売新聞と朝日新聞のそれぞれの朝刊にも記事の掲載を許可。その結果、サプライズ効果は半減し、「日経の対応は信義に反し、招待客や海外からのゲストにも失礼な行為だ」として、関係者から批判を受けた[40]。
- 2013年2月7日付の記事で[41]、民主党政権時代にも中国人民解放軍海軍の艦船から、海上自衛隊の艦船に向けて射撃管制装置が照射されたが、当時の野田首相や岡田副総理らが、日中関係を悪化させたくないとの判断で、事実公表を避けたと報じるも、2月8日の衆議院予算委員会及び2月27日の参議院予算委員会において、防衛大臣の小野寺五典がこれを否定[42][43]。この報道に対し、民主党の岡田克也と細野豪志からは抗議文が出され[44][45]、野田佳彦も事実無根とコメントを発表した[46]。
- 2013年、日本経済新聞はNTTドコモが音声通話定額制の導入を検討している、と飛ばし記事を乗せたが、iPhoneの報道同様に、NTTドコモから全否定のプレスリリースを発表されている[47]。
- 2015年8月29日付の朝刊と電子版で、三菱地所が東京駅日本橋口近くに400m級の超高層ビルを建設するという記事を掲載したが[48]、これは公平でかつ正確な情報を開示する事を理由として、三菱地所のプレスリリースが終わるまで、報道や取材を控えるようにマスコミ各社に要請していた中での報道だったとして、三菱地所が「遺憾に感じております」と批判した[49]。後に三菱地所は390mの超高層ビルの建設（常盤橋再開発事業。後のTOKYO TORCH）を正式発表したが[50]、その記者会見場に日本経済新聞社の入場を拒否する貼り紙が掲示される事態となった[51]。
- 2020年5月22日の0時過ぎ、日経電子版で「フジロックも中止 フェスなき夏、音楽ビジネスの修正不可避」という題名で、2020年8月に新潟県で開催予定の「フジロックフェスティバル」が新型コロナウイルスによる感染拡大防止対策で中止になったと配信したが、実際は主催者から中止の発表はされておらず、誤掲載だったとして後に謝罪した。フェス中止の発表日時が「●日」となっており、日本経済新聞社は「まだ未完成であった原稿を、誤って電子版に掲載してしまった」とお詫び文を掲載している[52][53][54]。同年6月5日、主催者は同フェスの開催を、2021年に延期することを正式発表した[55]。
- 2022年9月7日から同月21日の間、ロシアによるウクライナ侵攻に伴い、ロシア産の石油をギリシャ沖で別の船に積み替えた上で欧州などに輸出していると報じたが、後に外部からの指摘で該当する石油がロシア産の可能性が低いことが判明したとして、同月28日付けの朝刊で謝罪した[56]。
- 2023年3月、中華民国国軍将校の90%にのぼる退役将校が、中華人民共和国に情報を流出した疑いがあると報道した。これに対し中華民国政府は総統府や外交部が「深い遺憾」を表明した他、国防部は「事実無根」と強く反発し、証拠提示や謝罪を要求した[57]。日経新聞台北支局の前に中華民国の国民が不審な液体を撒いて抗議した[58]。
- 2023年10月、「日銀、金利操作を再修正へ 長期金利1％超柔軟に」の記事内で、「日本の長期金利は日銀が上限とする1％に迫っている」との文言が添えられた画像は、日米の金利を示す折れ線グラフを上下に2つ重ねたものであったことから「誤認を招く」「印象操作」との批判が集中。批判を受け、問題された投稿を削除し、翌31日にグラフを修正したうえで再投稿をした[59]。

## 縮刷版
一カ月分（東京本社発行最終版）の全紙面をA4サイズに縮小し、一冊の書籍にまとめた新聞縮刷版が毎月下旬に発行されている。

## 関連新聞
全国紙
- 日経MJ - 旧「日経流通新聞」
- 読売新聞東京本社[注釈 11]
- 朝日新聞大阪本社[注釈 12]

地方紙
※これらは現地印刷での提携委託を結んでいる新聞社。印刷部門の関連会社・子会社への委託を含む。
- 北海道新聞
- 岩手日日[注釈 13]
- 千葉日報[注釈 14]
- 静岡新聞
- 新潟日報[注釈 15]
- 信濃毎日新聞
- 北國新聞
- 神戸新聞[注釈 16]
- 山陽新聞
- 中国新聞
- 四国新聞
- 南日本新聞
- 琉球新報

国際衛星版
- 日本経済新聞国際版

## 連載
- 1956年3月1日から、各界における著名人の自叙伝である『私の履歴書』を連載中。
- 漫画では、1995年まで『ドーモ君』（福地泡介）が連載されていたが、作者の急死により終了。その後、漫画の連載は行われていない。
- マーケット総合欄
  - 大機小機: 主に社外の人間による匿名記事。[60][61]

## 香港オフィスの捜索
2020年8月10日、香港の蘋果日報本社が捜索され、同日、日本経済新聞の香港オフィスも香港警察に捜索されている。

## 関連項目

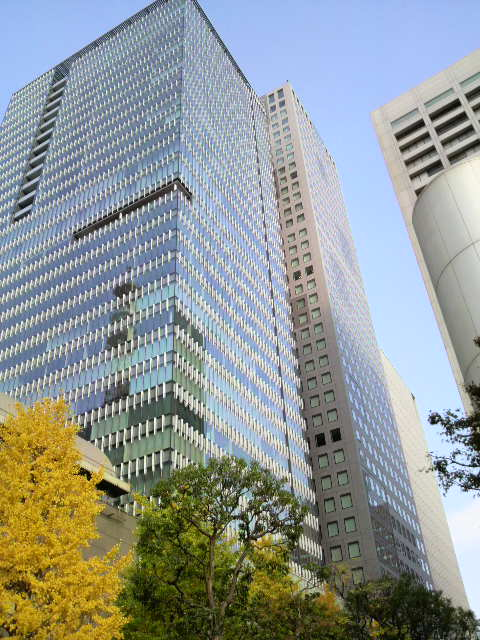
日経ビル（手前）とJAビル、経団連ビル（奥）